# Ebert-Groener-Pakt

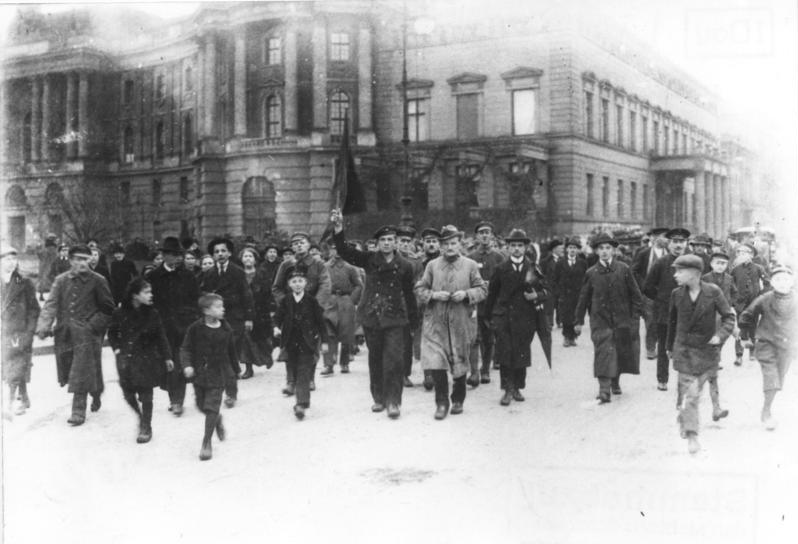
Revolutionäre Demonstranten am 9. November 1918 in Berlin, Unter den Linden

Im Ebert-Groener-Pakt (auch „Pakt mit den alten Mächten“ oder Ebert-Groener-Bündnis) vereinbarten Friedrich Ebert als SPD-Vorsitzender und Mitglied des Rates der Volksbeauftragten und General Wilhelm Groener im Namen der Obersten Heeresleitung während der Novemberrevolution von 1918 ein gemeinsames Vorgehen gegen linksradikale Gruppierungen. Von Seiten Eberts gedacht, um einen geordneten Übergang von der Monarchie zur Demokratie zu gewährleisten, führte er de facto zur blutigen Niederschlagung von Aufständen, die auf die Errichtung einer sozialistischen Gesellschaft abzielten. Der Pakt stabilisierte anfangs die aus der Revolution entstandene Weimarer Republik. Er verhinderte aber in Verbindung mit der Unterstellung der monarchistisch und republikfeindlich geprägten Reichswehr in die unmittelbare Jurisdiktion des Reichspräsidenten (Staat im Staate) eine demokratische Reform.

## Vorgeschichte

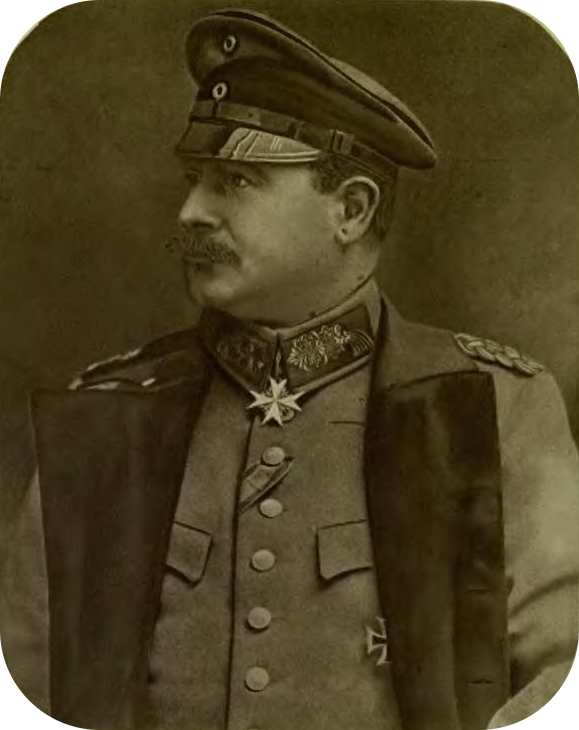
Wilhelm Groener, 1917

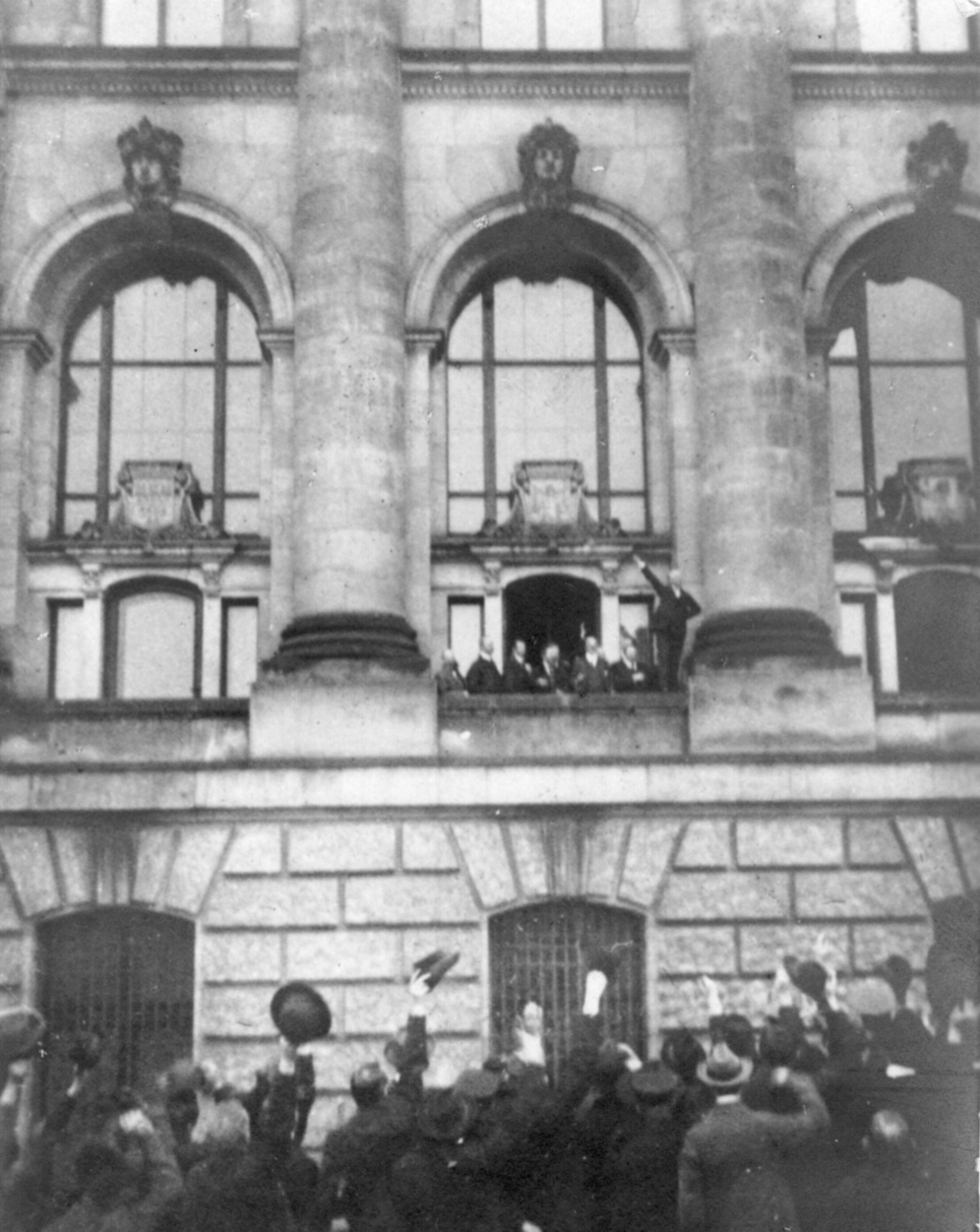
Ausrufung der Republik durch Philipp Scheidemann

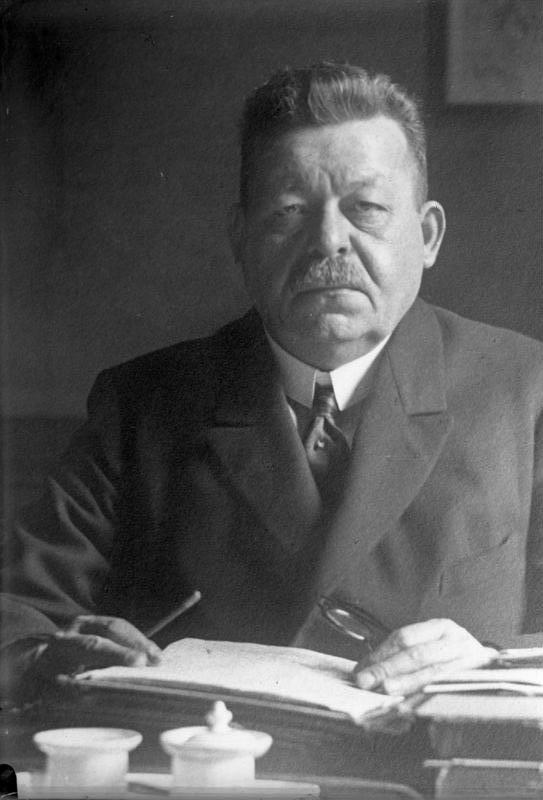
Friedrich Ebert, 1925

Die Oberste Heeresleitung (OHL), die im Laufe des Krieges faktisch zum Machthaber im Deutschen Reich geworden war, musste Ende September 1918 die deutsche Niederlage gegenüber der politischen Führung eingestehen. Sie befürwortete nun eine Übertragung der Macht an die demokratischen Mehrheitsparteien im Reichstag, um die Schuld an der verheerenden Niederlage von sich auf die neue Regierung abzuwälzen. Anfang Oktober wurde eine demokratisch legitimierte Regierung unter Max von Baden gebildet und demokratische Reformen eingeleitet, um einen akzeptablen, auf dem 14-Punkte-Programm des US-Präsidenten Woodrow Wilson basierenden Frieden erreichen zu können (→ Oktoberreform). Als die Alliierten auf diese Veränderungen nicht reagierten, wuchs der Druck auf Kaiser Wilhelm II., der für diese als Hauptschuldiger am Krieg galt, abzudanken. Der Erste Generalquartiermeister der OHL Erich Ludendorff, der sich daraufhin doch wieder zum Widerstand entschlossen hatte, musste am 26. Oktober zurücktreten, als sein Nachfolger wurde Wilhelm Groener eingesetzt. Wenige Tage später reiste der Kaiser von Berlin ins Hauptquartier der OHL in Spa.
Etwa zur gleichen Zeit kam es nach dem Bekanntwerden des Flottenbefehls vom 24. Oktober 1918, mit dem die Marineleitung die deutsche Hochseeflotte in eine militärisch sinnlose letzte Schlacht schicken wollte, zum Kieler Matrosenaufstand. Der Aufstand dehnte sich, da die ganze Bevölkerung vor allem auf Grund der Lebensmittelknappheit und der großen Zahl von Toten mit der Führung unzufrieden war, auf das ganze Land aus und es kam zu einer Revolution, der die Führung nicht entgegentreten konnte. Die Revolution wurde vor allem durch die beiden rivalisierenden sozialistischen Parteien bestimmt: einerseits durch die 1917 gegründete linksradikale USPD, die eine sozialistische Räterepublik anstrebte, andererseits durch die in der MSPD organisierten Mehrheitssozialdemokraten mit einem parlamentarischen System als Ziel.
Am 8. November reiste die deutsche Delegation zu den Waffenstillstandsverhandlungen nach Compiègne ab. Am folgenden Tag verkündete Max von Baden aus eigenem Entschluss die Abdankung Wilhelms und den Thronverzicht des Kronprinzen, nach der Ausrufung der Republik durch Philipp Scheidemann am Nachmittag übergab er das Amt des Reichskanzlers an den SPD-Vorsitzenden Friedrich Ebert. Dieser sprach sich klar gegen revolutionär-anarchische Bestrebungen aus, wie sie in Russland durch die Oktoberrevolution entstanden waren, stattdessen sah er die Demokratisierung als einen wichtigen Schritt auf dem Weg zum Sozialismus. Am 10. November übernahm der Rat der Volksbeauftragten, der aus je drei Mitgliedern der MSPD und USPD bestand, die Regierung.

## Gründe
Während die linkeren Kräfte eine Fortsetzung der Revolution wollten, war das Ziel der Sozialdemokraten eine Stabilisierung der Situation. Um diese zu erreichen, war es ihrer Ansicht nach notwendig, mit den Eliten des Kaiserreichs in Militär, Wirtschaft und Verwaltung zusammenzuarbeiten. Diese unterstützten die Position der MSPD, und durch die Mehrheit an MSPD-Mitgliedern in den Arbeiter- und Soldatenräten sowie die Übergehung der USPD-Mitglieder im Rat der Volksbeauftragten wurde die heikle Zusammenarbeit beschlossen. Als Konsequenz traten die USPD-Mitglieder Ende Dezember aus dem Rat der Volksbeauftragten aus.
Die alte Führung wurde vor allem gebraucht, um
- die Soldaten nach dem Verlust des Krieges möglichst schnell nach Deutschland zurückzuholen und zu demobilisieren,
- die weiteren Waffenstillstandsbedingungen der Alliierten zu erfüllen, um die englische Blockade deutscher Seehäfen zu beenden,
- den neuen Staat gegen die linksradikalen Spartakisten zu schützen und einen Bürgerkrieg, wie er in Russland nach der Revolution ein Jahr zuvor entstanden war, zu verhindern,
- die Nahrungsversorgung zu verbessern,
- die Kriegswirtschaft auf eine Friedenswirtschaft umzustellen und die Soldaten wieder in normale Arbeit zu bringen,
- das Verkehrswesen wieder aufzubauen.

Die Revolutionäre hatten im Verlauf der Revolution eine republikanische Soldatenwehr gegründet, diese war aber unzuverlässig.
Groener und die Heeresleitung waren an einer Zusammenarbeit mit der neuen Regierung interessiert, um
- die Existenz der Armee und des Offizierkorps zu schützen,
- eine Fortführung der Revolution und den Sieg des Bolschewismus zu verhindern,
- einen Friedensvertrag herbeizuführen,
- die restlichen Truppen schnell nach Deutschland zurückholen zu können.

Groeners Grundlage für das Zusammengehen mit der SPD war Reichspatriotismus, der die Loyalität gegenüber der Person des Kaisers ablöste.

## Inhalt
Nachdem es im Laufe des 10. November bereits eine erste telegrafische Kontaktaufnahme zwischen Groener im sog. Großen Hauptquartier in Spa einerseits und Ebert in der Berliner Reichskanzlei andererseits gegeben hatte, telefonierten beide abends über eine geheime Telefonleitung. Groener, der ohne Absprache mit Generalfeldmarschall Hindenburg vorging, sicherte dabei der neuen Regierung die Loyalität des Feldheeres zu. Ihre gemeinsamen Ziele waren die Wiederherstellung von Ruhe und Ordnung sowie die Abwehr des Bolschewismus.
Die OHL, deren Autorität bei den Soldaten zunehmend sank, ordnete sogar die Bildung von Arbeiter- und Soldatenräten (sog. Vertrauensräten) an, um so die Rätebewegung besser kontrollieren zu können; allerdings blieb gemäß der Abmachung zwischen Ebert und Groener die alleinige Befehlsgewalt bei den Offizieren. Der Generalstab und die OHL organisierten ab 11. November die geordnete und nach engem Zeitplan des am frühen Morgen des 11. November unterzeichneten Waffenstillstandsabkommens zu erfolgende Rückführung des Feldheeres von der Westfront. Dieses befand sich mit einer Stärke von ca. 6 Millionen Mann entlang einer Linie von Gent über Mons/Bergen, Charleville-Mézières und Sedan bis nach Pont-à-Mousson immer noch in Belgien bzw. Ostfrankreich und musste sich innerhalb weniger Wochen bis über die Rheinlinie zurückziehen. Auch nach planmäßiger Verlegung der OHL von Spa nach Schloss Wilhelmshöhe bei Kassel ab 15. November 1918 blieben die engen, meist telefonisch geführten Kontakte bestehen, die insbesondere die Situation Eberts und die Kämpfe um das Berliner Schloss an den Weihnachtstagen 1918 beeinflussten.

## Folgen
Das Bündnis zwischen Groener und Ebert hatte langfristig deutlich negative Konsequenzen, da keine republiktreue Armee geschaffen wurde. Die MSPD verhinderte durch das Bündnis mit der alten Reichswehrführung 1918/19 einen möglicherweise drohenden Bürgerkrieg; nichtsdestoweniger kam es zu erheblichen Gewaltexzessen der rechtsgerichteten Truppen. Durch das Bündnis und die Exzesse, die diesem zugerechnet wurden, verlor die MSPD auch viele Anhänger. Die alten Eliten des Kaiserreiches in Militär, Verwaltung und Bildung, die erklärte Antidemokraten waren, wurden in die neue Republik importiert, und wurden teilweise (wie z. B. Wolfgang Kapp) gefährliche Feinde der Republik. Es wurde versäumt, Posten mit neuen, demokratisch gesinnten Leuten zu besetzen, was aber angesichts des Zeitdrucks und der Masse von Problemen möglicherweise auch nicht durchführbar gewesen wäre. Auch die Räte hätten der MSPD nicht helfen können, da sie sich selbst nur als Übergangsorgane sahen und sich, nachdem sie am 16. Dezember 1918 für eine parlamentarische Republik gestimmt hatten, selbst auflösten.
Die USPD verließ am 29. Dezember 1918 den Rat der Volksbeauftragten, nachdem reguläre Truppen der OHL einen sozialistischen Aufstand in den Weihnachtskämpfen bekämpft hatten. Die SPD verlor viele Anhänger an die USPD und an die sich Ende Dezember 1918 formierende KPD, die einen revolutionären Weg befürwortete.
Die neugebildete Reichswehr und die Freikorps waren extrem zuverlässig, wenn es um die Bekämpfung kommunistischer oder sozialistischer Aufständischer ging – was sie bei der Niederschlagung des Spartakusaufstandes im Januar 1919 unter Beweis stellten – verweigerten aber z. B. beim rechten Kapp-Putsch 1920 den Gehorsam („Reichswehr schießt nicht auf Reichswehr“). Die Reichswehr verharrte in einer abwartenden Haltung und wartete auf eine Gelegenheit, die das Militär wieder zu einem tragenden Element machen würde. Sie wurde so zu einem Staat im Staate.
Der Pakt wurde 1925 durch Groener in seiner Aussage im Dolchstoßprozess gegen Ebert öffentlich.